# Fußball-Europameisterschaft 2016/Österreich

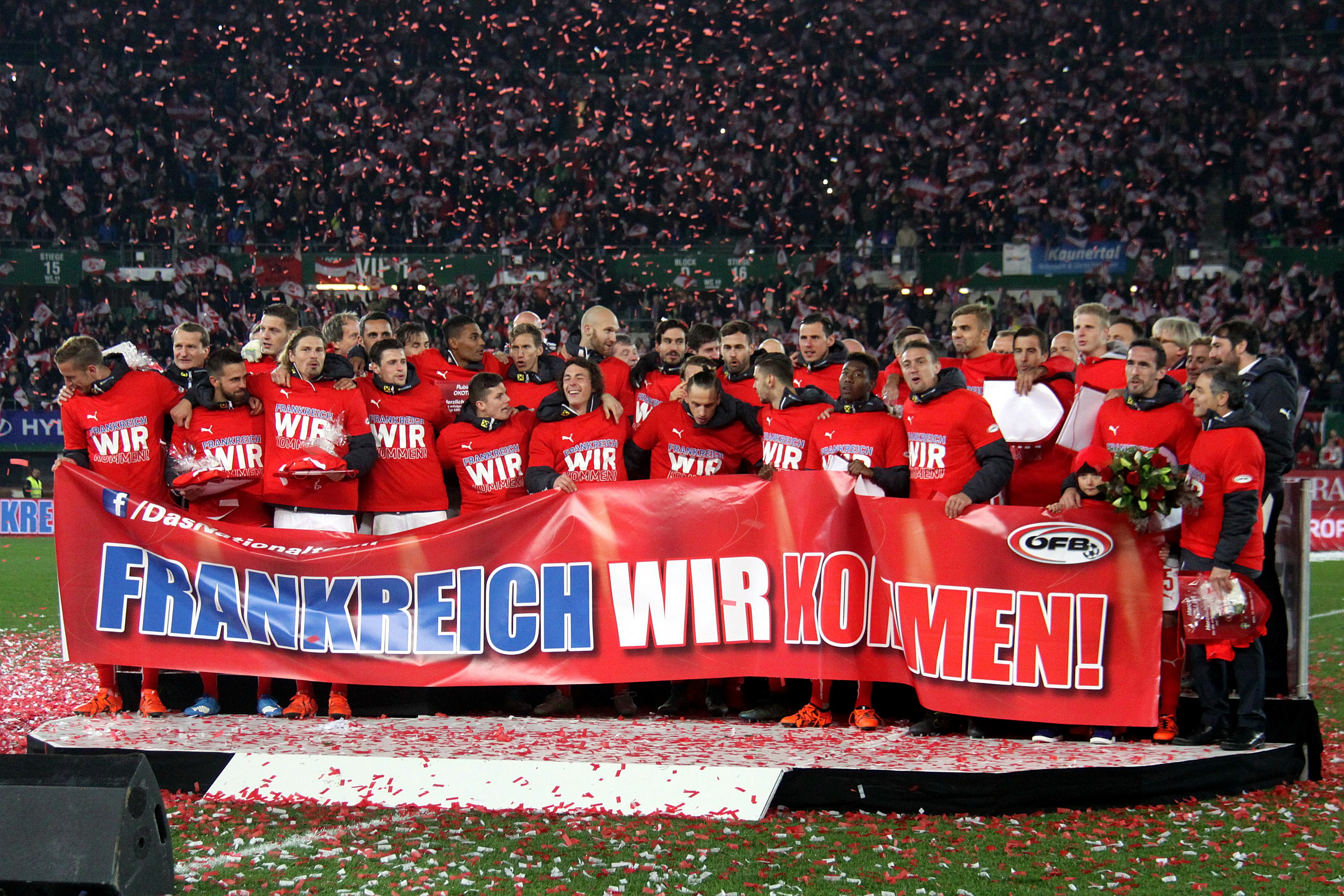
Die österreichische Mannschaft nach dem letzten Qualifikationsspiel am 12. Oktober 2015

Dieser Artikel behandelt die österreichische Nationalmannschaft bei der Fußball-Europameisterschaft 2016 in Frankreich. Für Österreich war es die zweite Teilnahme und nachdem Österreich 2008 als Co-Gastgeber automatisch für die EM-Endrunde qualifiziert war, konnten sich die Österreicher diesmal erstmals sportlich qualifizieren und gehören zu den vier Mannschaften, die dabei kein Spiel verloren.

## Qualifikation

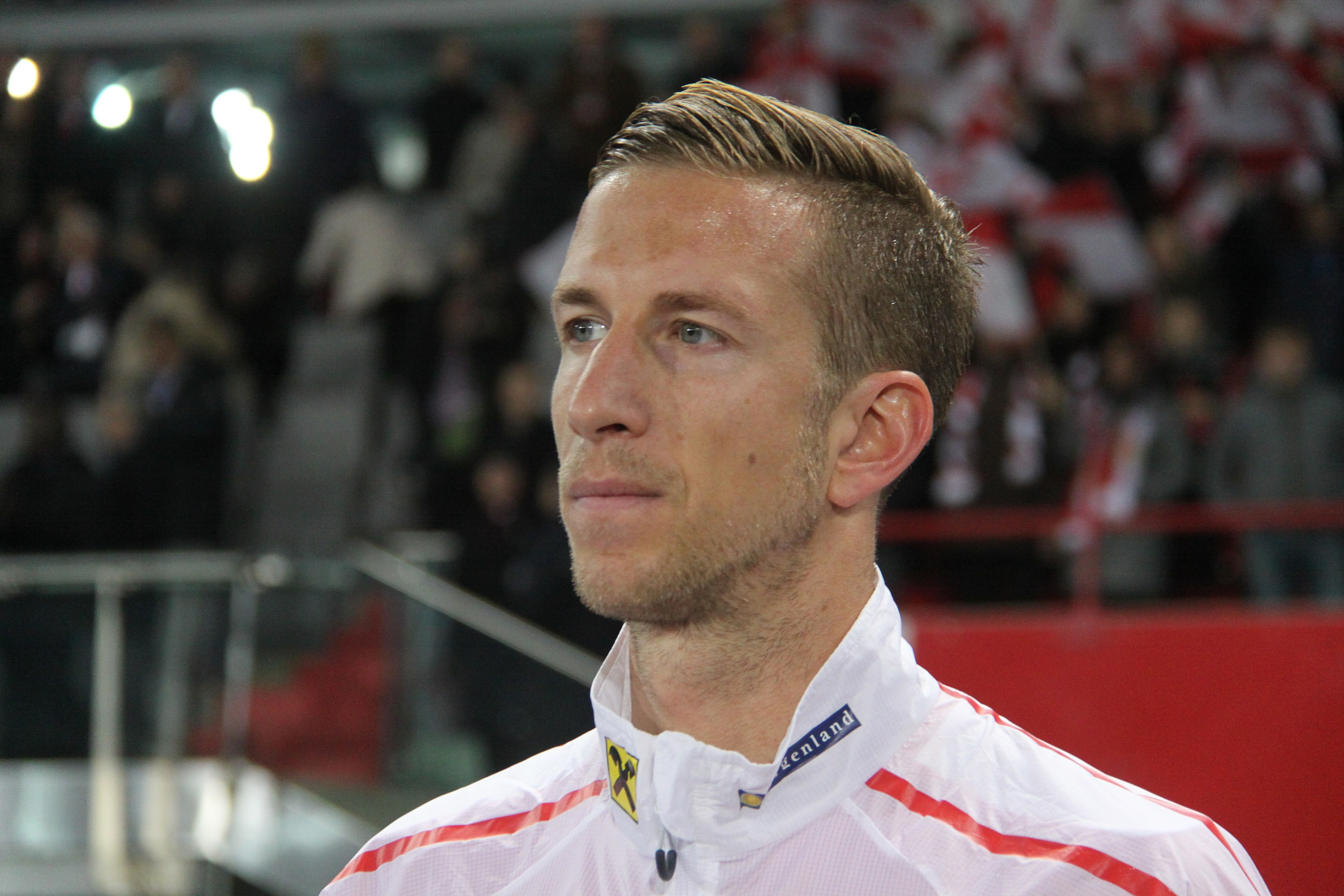
Marc Janko, bester Torschütze der Österreicher in den Qualifikationsspielen

Österreich, das bei der Gruppenauslosung in Topf 3 gesetzt war, absolvierte die Qualifikation zur Europameisterschaft in der Gruppe G. Die Österreicher gaben nur im ersten Spiel gegen Schweden einen Punkt ab und gewannen danach alle Spiele. Bereits mit dem drittletzten Spiel, einem 4:1-Sieg in Schweden, qualifizierten sie sich für die Endrunde.
Insgesamt setzte Marcel Koller nur 20 Spieler ein, davon kamen Robert Almer, Marko Arnautović, Aleksandar Dragović, Christian Fuchs, Zlatko Junuzović, Florian Klein und Martin Harnik in allen zehn Spielen zum Einsatz – so viele wie bei keiner anderen qualifizierten Mannschaft. Sieben Spieler konnten sich in die Torschützenliste eintragen, als bester österreichischer Torschütze Marc Janko mit sieben Toren. Nur beim ersten Spiel gegen Liechtenstein kam mit Marco Djuricin ein Neuling zu seinem ersten Länderspieleinsatz.
In der FIFA-Weltrangliste konnten sich die Österreicher durch die Qualifikation von Platz 40 bis auf Platz 10 hocharbeiten und damit ihre bisher beste Position erreichen.

### Spiele
Alle Resultate aus österreichischer Sicht.
| Datum      | Spielort                             | Gegner        | Ergebnis  | Torschützen |
| ---------- | ------------------------------------ | ------------- | --------- | --- |
| 08.09.2014 | Ernst-Happel-Stadion, Wien           | Schweden      | 1:1 (1:1) | 1:0 David Alaba (7., Elfmeter), 1:1 Erkan Zengin (12.)                                                                                  |
| 09.10.2014 | Stadionul Zimbru, Chișinău (MDA)     | Moldau        | 2:1 (1:1) | 1:0 David Alaba (12., Elfmeter), 1:1 Alexandru Dedov (27., Elfmeter), 2:1 Marc Janko (51.)                                              |
| 12.10.2014 | Ernst-Happel-Stadion, Wien           | Montenegro    | 1:0 (1:0) | 1:0 Rubin Okotie (24.) |
| 15.11.2014 | Ernst-Happel-Stadion, Wien           | Russland      | 1:0 (1:0) | 1:0 Rubin Okotie (73.) |
| 27.03.2015 | Rheinpark Stadion, Vaduz (LIE)       | Liechtenstein | 5:0 (2:0) | 1:0 Martin Harnik (14.), 2:0 Marc Janko (16.), 3:0 David Alaba (59.), 4:0 Zlatko Junuzović (74.), 5:0 Marko Arnautović (90.+3′)         |
| 14.06.2015 | Otkrytije Arena, Moskau (RUS)        | Russland      | 1:0 (1:0) | 1:0 Marc Janko (33.) |
| 05.09.2015 | Ernst-Happel-Stadion, Wien           | Moldau        | 1:0 (1:0) | 1:0 Zlatko Junuzović (52.) |
| 08.09.2015 | Friends Arena, Solna (SWE)           | Schweden      | 4:1 (2:0) | 1:0 David Alaba (9., Elfmeter), 2:0 Martin Harnik (38.), 3:0 Marc Janko (77.), 4:0 Martin Harnik (88.), 4:1 Zlatan Ibrahimović (90.+1′) |
| 09.10.2015 | Stadion pod Goricom, Podgorica (MNE) | Montenegro    | 3:2 (0:1) | 0:1 Mirko Vučinić (32.), 1:1 Marc Janko (55.), 1:2 Fatos Bećiraj (68.), 2:2 Marko Arnautović (81.), 3:2 Marcel Sabitzer (90.+2′)        |
| 12.10.2015 | Ernst-Happel-Stadion, Wien           | Liechtenstein | 3:0 (1:0) | 1:0 Marko Arnautović (12.), 2:0 Marc Janko (54.), 3:0 Marc Janko (57.)                                                                  |

### Tabelle
| Pl.                     | Land          | Sp. | S | U | N | Tore    | Diff. | Punkte |
| ----------------------- | ------------- | --- | - | - | - | ------- | ----- | ------ |
| 1.                      | Österreich    | 10  | 9 | 1 | 0 | 022:500 | +17   | 28     |
| 2.                      | Russland      | 10  | 6 | 2 | 2 | 021:500 | +16   | 20     |
| 3.                      | Schweden      | 10  | 5 | 3 | 2 | 015:900 | +6    | 18     |
| 4.                      | Montenegro    | 10  | 3 | 2 | 5 | 010:130 | −3    | 11     |
| 5.                      | Liechtenstein | 10  | 1 | 2 | 7 | 002:260 | −24   | 05     |
| 6.                      | Moldau        | 10  | 0 | 2 | 8 | 004:160 | −12   | 02     |
| Stand: 12. Oktober 2015 |               |     |   |   |   |         |       |        |

## Vorbereitung
Nach dem Ende der Qualifikation verloren die Österreicher am 17. November in Wien mit 1:2 gegen EM-Teilnehmer Schweiz, wobei mit Karim Onisiwo und Florian Kainz zwei Neulinge zum Einsatz kamen. Am 26. März 2016 wurde mit 2:1 gegen EM-Neuling Albanien in Wien gewonnen, wobei mit Alessandro Schöpf ein weiterer Spieler zu seinem Länderspieldebüt kam. Drei Tage später trafen die Österreicher an gleicher Stätte auf die ebenfalls für die EM qualifizierten Türken und verloren mit 1:2. Die unmittelbare Vorbereitung auf die EM beginnt am  22. Mai mit einem bis zum 30. Mai 2016 dauernden Trainingslager im „rocksresort“ in Laax. Danach fand am 31. Mai ein Spiel gegen Malta in Klagenfurt statt, das mit 2:1 gewonnen wurde. Letzter Testgegner waren am 4. Juni in Wien die nicht für die EM qualifizierten Niederländer, dieses Spiel ging mit 0:2 verloren. Quartier während der EM war ab dem 8. Juni das Hotel Moulin de Vernègues bei Mallemort in der Provence, wo die Mannschaft auch trainierte.

### Kader
Am 12. Mai 2016 berief Teamchef Marcel Koller für den EM-Lehrgang und die beiden Testspiele gegen Malta am 31. Mai 2016 in Klagenfurt bzw. gegen die Niederlande am 4. Juni 2016 in Wien 24 Spieler ins Team. Die Mannschaft wurde am 31. Mai auf 23 Spieler verkleinert. Die Spieler kamen von 19 Vereinen aus fünf Ländern. Das größte Kontingent stellte die deutsche Fußball-Bundesliga (12) und der FC Ingolstadt 04 als einzelner Verein (3 Spieler). Nur Torhüter Robert Almer spielte in Österreich.
| Nr.        | Name                  | Verein                       | Geburtstag    | Spiele   | Tore     | Debüt         | Letzter Einsatz | EM-Spiele | Anzahl der Spiele | Tor      | Rote Karte | Gelb-Rote Karte | Gelbe Karte |          |
| Torhüter   | Torhüter              | Torhüter                     | Torhüter      | Torhüter | Torhüter | Torhüter      | Torhüter        | Torhüter  | Torhüter          | Torhüter | Torhüter   | Torhüter        | Torhüter    | Torhüter |
| ---------- | --------------------- | ---------------------------- | ------------- | -------- | -------- | ------------- | --------------- | --------- | ----------------- | -------- | ---------- | --------------- | ----------- | -------- |
| 01         | Robert Almer          | FK Austria Wien (I)          | 20. März 1984 | 27       | 0        | 15. Nov. 2011 | 26. März 2016   |           | 3                 |          |            |                 |             |          |
| 12         | Heinz Lindner         | Eintracht Frankfurt (I)      | 17. Juli 1990 | 08       | 0        | 1. Juni 2012  | 31. Mai 2016    |           |                   |          |            |                 |             |          |
| 23         | Ramazan Özcan         | FC Ingolstadt 04 (I)         | 28. Juni 1984 | 07       | 0        | 20. Aug. 2008 | 31. Mai 2016    | 0 (2008)  |                   |          |            |                 |             |          |
| Abwehr     |                       |                              |               |          |          |               |                 |           |                   |          |            |                 |             |          |
| 03         | Aleksandar Dragović   | Dynamo Kiew (I (M))          | 6. März 1991  | 46       | 01       | 6. Juni 2009  | 31. Mai 2016    |           | 2                 |          |            | 1               | 1           |          |
| 05         | Christian Fuchs       | Leicester City (I (M))       | 7. Apr. 1986  | 74       | 01       | 23. Mai 2006  | 29. März 2016   | 1 (2008)  | 3                 |          |            |                 | 1           |          |
| 02         | György Garics         | SV Darmstadt 98 (I)          | 8. März 1984  | 41       | 02       | 6. Okt. 2006  | 29. März 2016   | 2 (2008)  |                   |          |            |                 |             |          |
| 04         | Martin Hinteregger    | Borussia Mönchengladbach (I) | 7. Sep. 1992  | 13       | 0        | 19. Nov. 2013 | 31. Mai 2016    |           | 3                 |          |            |                 | 1           |          |
| 17         | Florian Klein         | VfB Stuttgart (I ▼)          | 17. Nov. 1986 | 36       | 0        | 19. Mai 2010  | 31. Mai 2016    |           | 3                 |          |            |                 |             |          |
| 15         | Sebastian Prödl       | FC Watford (I)               | 21. Juni 1987 | 56       | 04       | 30. Mai 2007  | 29. März 2016   | 2 (2008)  | 2                 |          |            |                 |             |          |
| 13         | Markus Suttner        | FC Ingolstadt 04 (I)         | 16. Apr. 1987 | 16       | 0        | 29. Feb. 2012 | 31. Mai 2016    |           |                   |          |            |                 |             |          |
| 16         | Kevin Wimmer          | Tottenham Hotspur (I)        | 15. Nov. 1992 | 03       | 0        | 19. Nov. 2013 | 26. März 2016   |           | 1                 |          |            |                 |             |          |
| Mittelfeld |                       |                              |               |          |          |               |                 |           |                   |          |            |                 |             |          |
| 08         | David Alaba           | FC Bayern München (I (M, P)) | 24. Juni 1992 | 45       | 11       | 14. Okt. 2009 | 31. Mai 2016    |           | 3                 |          |            |                 |             |          |
| 07         | Marko Arnautović      | Stoke City (I)               | 19. Apr. 1989 | 51       | 11       | 11. Okt. 2008 | 31. Mai 2016    |           | 3                 |          |            |                 |             |          |
| 14         | Julian Baumgartlinger | 1. FSV Mainz 05 (I)          | 2. Jan. 1988  | 44       | 01       | 9. Sep. 2009  | 31. Mai 2016    |           | 3                 |          |            |                 |             |          |
| 11         | Martin Harnik         | VfB Stuttgart (I ▼)          | 10. Juni 1987 | 57       | 14       | 22. Aug. 2007 | 31. Mai 2016    | 3 (2008)  | 2                 |          |            |                 | 1           |          |
| 06         | Stefan Ilsanker       | RB Leipzig (II ▲)            | 18. Mai 1989  | 15       | 0        | 30. Mai 2014  | 31. Mai 2016    |           | 2                 |          |            |                 |             |          |
| 22         | Jakob Jantscher       | FC Luzern (I)                | 8. Jan. 1989  | 21       | 01       | 6. Juni 2009  | 29. März 2016   |           | 1                 |          |            |                 |             |          |
| 10         | Zlatko Junuzović      | Werder Bremen (I)            | 26. Sep. 1987 | 47       | 07       | 1. März 2006  | 31. Mai 2016    |           | 1                 |          |            |                 |             |          |
| 20         | Marcel Sabitzer       | RB Leipzig (II ▲)            | 17. März 1994 | 17       | 03       | 5. Juni 2012  | 31. Mai 2016    |           | 3                 |          |            |                 |             |          |
| 18         | Alessandro Schöpf     | FC Schalke 04 (I)            | 7. Feb. 1994  | 03       | 01       | 26. März 2016 | 31. Mai 2016    |           | 3                 | 1        |            |                 | 1           |          |
| Sturm      |                       |                              |               |          |          |               |                 |           |                   |          |            |                 |             |          |
| 19         | Lukas Hinterseer      | FC Ingolstadt 04 (I)         | 28. März 1991 | 09       | 0        | 19. Nov. 2013 | 31. Mai 2016    |           | 1                 |          |            |                 |             |          |
| 21         | Marc Janko            | FC Basel (I (M))             | 25. Juni 1983 | 53       | 26       | 23. Mai 2006  | 31. Mai 2016    |           | 2                 |          |            |                 | 1           |          |
| 09         | Rubin Okotie          | TSV 1860 München (II)        | 6. Juni 1987  | 17       | 02       | 19. Nov. 2008 | 31. Mai 2016    |           | 1                 |          |            |                 |             |          |
| Trainer    |                       |                              |               |          |          |               |                 |           |                   |          |            |                 |             |          |
|            | Marcel Koller         |                              | 11. Nov. 1960 | 55       | 3        | 15. Nov. 2011 |                 | 2 (1996)  |                   |          |            |                 |             |          |

## Sonstiges
Am 10. Juni 2016, am Tag des Beginns der EM und vier Tage vor der Begegnung gegen Ungarn, starb György Garics Vater im Alter von 62 Jahren im ungarischen Szombathely.

### Spieler, der nur im vorläufigen Kader stand
| Position   | Name             | Geburtstag    | Verein                          | Spiele | Tore | Debüt        | Letzter Einsatz |
| ---------- | ---------------- | ------------- | ------------------------------- | ------ | ---- | ------------ | --------------- |
| Mittelfeld | Valentino Lazaro | 24. März 1996 | FC Red Bull Salzburg (I (M, P)) | 04     | 0    | 30. Mai 2014 | 12. Okt. 2014   |

1. 1 2  Ligastatus 2015/16 in Klammern, M = Meister, P = Pokalsieger
2. ↑  Stand: Vor Beginn der EM-Endrunde
3. 1 2 3  Als Spieler für die Schweiz

## Endrunde
Bei der am 12. Dezember 2015 stattgefundenen Auslosung der sechs Endrundengruppen war Österreich in Topf 2 gesetzt. Österreich wurde der Gruppe F mit Portugal, Ungarn und EM-Neuling Island zugelost. Österreich und Ungarn spielten am häufigsten von allen europäischen Mannschaften gegeneinander: 136-mal standen sich die beiden vor der EM gegenüber – nur Argentinien und Uruguay spielten häufiger gegeneinander. 65 Spiele gewannen die Ungarn, in 31 Spielen gab es keinen Sieger und 40 Spiele konnten die Österreicher für sich entscheiden. Zuletzt trafen beide am 16. August 2006 in Graz aufeinander und Ungarn gewann mit 2:1. Den letzten Sieg gegen die Ungarn gab es am 24. April 1996. Gegen Portugal konnten die Österreicher in zuvor zehn Spielen dreimal gewinnen und verloren zwei. Die Hälfte blieb ohne Sieger. Den letzten Sieg gegen die Portugiesen gab es 1979 in der Qualifikation für die EM 1980, die beide verpassten. Gegen Island gab es in drei Spielen einen Sieg und zwei Remis, zuletzt am 30. Mai 2014 in einem Freundschaftsspiel. Zuvor waren beide in der Qualifikation für die WM 1990 aufeinander getroffen.
Die leicht favorisierten Österreicher verloren das erste Spiel gegen Ungarn mit 0:2, hatten dann gegen Portugal Glück, dass diese eine Vielzahl von Chancen und Cristiano Ronaldo einen Strafstoß an die Stange schoss, so dass ein torloses Remis heraussprang. Gegen Island mussten sie dann gewinnen, um noch in die K.-o.-Runde zu kommen. Sie gerieten aber bereits in der 18. Minute mit 0:1 in Rückstand. In der 37. Minute schoss Aleksandar Dragović seinerseits einen Elfmeter an die Stange. Hoffnung keimte noch einmal auf als dem zur Halbzeit eingewechselten Alessandro Schöpf in der 60. Minute den Ausgleich gelang. Als die Österreicher in den Schlussminuten und der Nachspielzeit auf den Siegtreffer drängten, mit dem sie noch Gruppenzweiter geworden wären, erzielten die Isländer ihrerseits den Siegtreffer. Mit nur einem Punkt schieden die Österreicher als Gruppenletzte aus.
Durch die EM-Spiele und ein Vorbereitungsspiel verlor Österreich in der FIFA-Weltrangliste die meisten Punkte aller EM-Teilnehmer und elf Plätze, zusammen mit der Ukraine die meisten aller EM-Teilnehmer.
| Pl. | Land       | Sp. | S | U | N | Tore    | Diff. | Punkte |
| --- | ---------- | --- | - | - | - | ------- | ----- | ------ |
| 1.  | Ungarn     | 3   | 1 | 2 | 0 | 006:400 | +2    | 05     |
| 2.  | Island     | 3   | 1 | 2 | 0 | 004:300 | +1    | 05     |
| 3.  | Portugal   | 3   | 0 | 3 | 0 | 004:400 | ±0    | 03     |
| 4.  | Österreich | 3   | 0 | 1 | 2 | 001:400 | −3    | 01     |

|                                                |   |            |           |
| Di., 14. Juni 2016 um 18:00 Uhr in Bordeaux    |   |            |           |
| Österreich                                     | – | Ungarn     | 0:2 (0:0) |
| Sa., 18. Juni 2016 um 21:00 Uhr in Paris       |   |            |           |
| Portugal                                       | – | Österreich | 0:0       |
| Mi., 22. Juni 2016 um 18:00 Uhr in Saint-Denis |   |            |           |
| Island                                         | – | Österreich | 2:1 (1:0) |